# 실시간 전략 게임
실시간 전략 게임(real-time strategy, RTS)은 턴제 전략 게임과 구분되는 전략 게임의 한 장르이다.
“실시간”이라는 용어는 더 넓은 장르이며 비디오 게임 내외로 더 유구한 역사를 지니고 있는 전략 워게임들과 구분하기 위해서 사용되었다. 실시간 전략 게임의 핵심 요소로는 실시간 컨트롤로 이루어지는 전투에 기반한 액션이 있다. 유닛 컨트롤 외에 실시간 전략 게임의 다른 게임플레이 방식은 자원 채취와 기지 건설 및 기술 개발 등의 요소로 이루어진다. 대체로 플레이어는 전장을 위에서 아래로 내려다보는 시점으로 플레이하게 되나, 최근의 3D RTS들은 시점을 자유롭게 변경할 수 있기도 하다. 또한, 게임의 사용자 인터페이스는 컴퓨터 데스크톱 환경의 인터페이스와 대체로 비슷하다. 플레이어는 마우스 클릭과 드래그로 유닛 컨트롤을 비롯한 대부분의 작업을 할 수 있다. RTS 게임에서 플레이하는 각 플레이어들은 각자 독립적으로 게임을 컨트롤할 수 있으며 따라서 다른 플레이어가 자기 차례를 끝낼 때까지 기다릴 필요가 없다. 턴제 전략 게임에서와 비교되는 이런 점은 멀티플레이 게임에 유리한 특성으로 작용한다.
도시 건설 게임이나 경제 시뮬레이션 게임, 대전략 게임 등의 실시간 전략에 속하는 부류의 게임들은 RTS와 겹치는 측면은 있으나 일반적으로 RTS로 취급되지는 않는다.